# Erina Russo de Caro
Caterina Russo de Caro, detta Erina (Roma, 12 novembre 1936 – Roma, 22 agosto 2021), è stata una storica, giornalista e scrittrice italiana, specializzata in storia del francescanesimo, e, in particolare, di papa Sisto V e della Controriforma.

## Biografia
Nata a Roma nel 1936, Erina Russo de Caro si laureò in lingua e letteratura inglese presso l'Università di Cambridge. All'inizio degli anni ottanta, dopo aver collaborato con alcuni giornali, iniziò a lavorare per Il Tempo, occupandosi di tematiche culturali. Nel 1981 fece parte di un comitato di scambi culturali fra l'Italia e l'Australia come esperta in arte e spiritualità degli aborigeni australiani.
È stata membro del comitato nazionale del Ministero per i beni culturali e ambientali per le celebrazioni francescane e del comitato esecutivo per le mostre francescane.
Membro dell'Accademia Sistina, collaboratrice della Strenna dei Romanisti, della rivista ARS, del quotidiano Avvenire e dell'agenzia di stampa FERT, Erina Russo de Caro svolse inoltre attività di conferenziere per eventi culturali sul territorio nazionale.
Esperta in storia dell'Ordine francescano, si è occupata di papa Sisto V, pubblicando una vasta documentazione. Ha inoltre analizzato le figure di altri pontefici che ebbero a che fare con l'Ordine, come Niccolò IV, Pio II, Sisto IV, Gregorio XII, Pio IX, Leone XIII e Paolo VI.
È morta il 22 agosto 2021 a Roma. I funerali sono stati celebrati il 24 agosto presso la Basilica dei Ss. XII apostoli a Roma.

## Opere
Di seguito un elenco, non esaustivo, delle sue pubblicazioni.
- Storia e formazione delle famiglie francescane e Documenti e oggetti, in L'immagine di San Francesco nella Controriforma, Roma, Quasar, 1982. ISBN 88-850-2039-9
- Sisto V, episodi di vita romana, Roma, Academia Sistina, 1984, ISBN non esistente.
- L'albero genealogico di Sisto V e l'origine della famiglia Peretti di Montalto, Roma, Biblioteca Casanatense - Ministero per i Beni Culturali e Ambientali, 1991, ISBN non esistente.
- Iconografia di Sisto V e Iconografia della Famiglia Peretti, in Le Arti nelle Marche al tempo di Sisto V (a cura di Paolo dal Poggetto), Cinisello Balsamo, Silvana Editoriale, 1992. ISBN 88-366-0380-7
- Giacinta - la Santa degli emarginati, 1992, ISBN non esistente.
- Eques Lauretanus, in Cavalleria e Ordini Cavallereschi in Casanatense, Roma, Biblioteca Casanatense - Ministero per i Beni Culturali e Ambientali, 1995.
- Corte dei Conti. L'edificio Montezemolo tra storia e architettura, Roma, Corte dei Conti, 2000, ISBN non esistente.
- Personaggi e luoghi della Roma di Pio IX - Atti del convegno di studi in Quaderni d'Arte n°12, Roma, Edizioni Millennium, 2001, ISBN non esistente.
- Domine non sum dignus. La controversa conversione di Cavour, Rivoli, Neos Edizioni, 2008, ISBN 88-958-9914-8.
- Il serafino con le dieci ali, Roma, Cromosema, 2013, ISBN 88-894-1417-0.
- Sisto V, il leone rampante, Ancona, Consiglio regionale delle Marche, 2018, ISBN 978-88-3280-0470.